# Arnold Paole
Arnold Paole (fallecido en 1732 en Medveja), también conocido como Arnod Paol, Arnond Paule o Arnaut Pavle, fue un hajduk serbio que supuestamente se convirtió en vampiro tras su muerte, iniciando una epidemia de vampirismo que afectó a 16 de sus conciudadanos de Medveja. Su caso y el de Petar Blagojević, registrados y documentados por las autoridades austriacas, se consideran los ejemplos mejor estudiados sobre la creencia popular en vampiros.
El informe del caso se distribuyó en Europa occidental y contribuyó a la propagación de la creencia en vampiros entre los europeos cultos, siendo comentado por muchos estudiosos. El informe médico que dio origen a la leyenda se explica hoy día por la poca comprensión que se tenía en la época sobre el proceso de descomposición de los cadáveres.
El conocimiento del caso se basa principalmente en los informes de dos médicos militares austriacos, Flückinger y Glaser, que fueron enviados para investigar.

## Antecedentes
Con el Tratado de Passarowitz (Požarevac, 1718), la Monarquía de los Habsburgo se anexionó la mayor parte de Serbia y el norte de Bosnia, territorios que hasta entonces formaban parte del Imperio otomano. Dichos territorios permanecieron bajo control austríaco hasta el Tratado de Belgrado (1739), mediante el cual los austríacos fueron obligados a reintegrar los territorios a los turcos. Durante este período de 20 años, los territorios fronterizos estaban bajo control militar desde Viena, por motivos estratégicos, fiscales e incluso médicos. Como resultado de la devastación producida por las guerras austroturcas anteriores, dichas áreas se encontraban en condiciones paupérrimas, con una población escasa y seminómada, con poca agricultura y centrada en la ganadería. Las autoridades austríacas buscaron el desarrollo económico de la zona y atraer colonos germanohablantes así como serbios y búlgaros. Muchos de los serbios, especialmente aquellos emigrados de zonas controladas por los turcos, fueron reclutados como milicias (hajduks) para proteger las fronteras durante los tiempos de paz y servir como tropas regulares durante la guerra a cambio de terrenos en propiedad. Fue en esas comunidades donde los presuntos primeros ataques vampíricos bien documentados tuvieron lugar.

## El primer brote
Este brote se conoció a través del informe de Flückinger acerca de la segunda epidemia y sus antecedentes. Conforme al relato de los locales de Medveja reproducido en él, Arnold Paole era un hajduk que se trasladó a la población proveniente de una región serbia bajo control turco en 1725. Muchas veces mencionó haber sido atacado por un vampiro en un lugar llamado Gossowa (quizás Kosovo) pero que se curó él mismo tras seguir al vampiro hasta su tumba, desenterrarlo, cortarle la cabeza y comer tierra de la sepultura mezclada con la sangre del vampiro. Sin embargo, quedó muy afectado por el ataque y se licenció del ejército poco después, regresando a su aldea.
Durante la cosecha de 1726, Arnold sufrió un accidente y cayó bajo las ruedas de un carro de heno, que lo mató. Se le enterró en el cementerio local, pero entre 20 y 30 días después de muerto, cuatro habitantes del lugar manifestaban haber sido infectados por Arnold. Los testigos que afirmaban haber visto a Arnold, fallecieron en los días siguientes. Diez días después, los habitantes de la aldea, siguiendo el consejo de su hadnack (un título militar/administrativo) que había sido testigo de sucesos similares con anterioridad, abrieron la tumba de Paole. Observaron que el cuerpo no mostraba señales de descomposición y que sangre fresca fluía desde sus ojos, nariz, boca y orejas; que su camisa, sudario y ataúd estaban ensangrentados; que sus uñas de pies y manos habían caído y habían sido reemplazadas por nuevas. Concluyendo que Paole era en efecto un vampiro, le clavaron una estaca en el corazón, a lo cual el cuerpo reaccionó gruñendo y sangrando, y quemaron el cuerpo. Aplicaron entonces el mismo tratamiento a las cuatro supuestas víctimas de Paole. Myring sugiere que el hecho de la presencia de sangre en las cavidades del cuerpo de Paole se explica mediante la costumbre de enterrar a los sospechosos de vampirismo boca abajo, incluso clavando sus extremidades al fondo del ataúd, causando así la acumulación de sangre en las zonas del cuerpo más cercanas al suelo y que se derramase por las aberturas al girar el cadáver.

## El segundo brote
En el otoño de 1731 tuvo lugar una presunta nueva epidemia con más de diez personas que fallecieron en pocas semanas, algunas incluso con diferencia de pocos días, sin que hubiese señales previas de enfermedad alguna. Los aldeanos solicitaron ayuda al emperador Carlos VI mediante escrito dirigido al oberstleutnant Schnezzer acantonado en la ciudad de Jagodina que envió al especialista en enfermedades contagiosas Glaser desde la cercana ciudad de Paraćin.
Glaser llega a la aldea el 12 de diciembre y relata que a dicha fecha, 13 personas habían fallecido en el transcurso de 6 semanas. Si bien Glaser no encontró más que síntomas de desnutrición entre los habitantes, ante la amenaza de estos de abandonar el enclave si no se mataba a los vampiros se decide a desenterrar los cuerpos y hacerles la autopsia. Glaser menciona a las siguientes víctimas (aquí citadas en orden cronológico): Milica (mujer de 50 años), Miloje (muchacho, 14 años), Joachim (muchacho, 15 años), Petar (muchacho, 15 años), Stana (mujer, 20 años) y su hijo recién nacido (Glaser menciona que fue enterrado junto a una verja de la casa donde había vivido su madre, ya que no había vivido tiempo suficiente como para ser bautizado), Vučica (muchacho, 9 años), Milošova (mujer de un hajduk, 30 años), Rade (hombre, 20 años) y Ružica (mujer, 40 años). Los enfermos se quejaron de pinchazos y dolor en pecho y costados, fiebre prolongada y convulsiones. Glaser informa así mismo que los locales señalaban a Milica y Stana como las causantes de la epidemia. Conforme a su relato, Milica llegó al pueblo seis años antes procedente de la zona turca. El testimonio de sus vecinos indicaba que siempre había sido considerada una buena vecina y nunca creyó en o practicó artes diabólicas. Sin embargo, una vez mencionó que había comido carne de dos ovejas muertas por vampiros. Stana, por otro lado, había admitido que se había frotado el cuerpo con sangre de vampiros como medida de protección contra ellos. De acuerdo a al creencia local, ambos hechos podían causar que las mujeres se convirtiesen en vampiros tras su muerte. Al final del escrito, Glaser solicita permiso para ejecutar los cuerpos con el fin de calmar a los campesinos.
El informe de Glaser es remitido a Belgrado donde las autoridades militares se deciden a enviar una comisión de investigación dirigida por el cirujano militar Johann Flückinger que llega a la aldea el 7 de enero de 1732. En dicho informe, Flückinger habla ya de 17 víctimas -al parecer las últimas defunciones tuvieron lugar tras la visita de Glaser. Flückinger presenta la siguiente lista de víctimas: Milica (mujer de 69 años fallecida tras 3 meses de enfermedad), un muchacho sin nombre de 8 años de edad, Miloje (un muchacho de 16 años, fallecido tras una enfermedad de 3 días), Stana (muerta al dar a luz tras 3 días de enfermedad que había admitido en vida haberse frotado el cuerpo en sangre de vampiro) y su hijo recién nacido (Flückinger informa de su cadáver semidevorado por los perros debido a la forma de enterrarlo), una muchaha sin nombre de 10 años de edad, Joachim (muchacho de 17 años muerto tras 3 días de enfermedad), la mujer del hadnack, Ruža (mujer fallecida tras 10 días de enfermedad), Stanjko (anciano de 60 años), Miloje (segunda víctima de ese nombre, hombre de 25 años), el bebé de Ruža de 18 días, Rade (el sirviente del comandante local hajduk, fallecido tras 3 meses de enfermedad), Stanojka (mujer de un hadjuk, 20 años, muerta tras 3 días de enfermedad). Según relató su suegro Jovica, quince días antes  Stanojka se había despertado a medianoche con gran terror y gritó que había sido atacada por el segundo Miloje. Flückinger anota que los vecinos señalan como origen de la epidemia a la primera víctima, Milica, que había comido carne de ovejas atacadas por los "primeros vampiros" (Paole y sus víctimas). También apunta que Stana había admitido haberse restregado con sangre de vampiro para protegerse, por lo que se creía que ella y su hijo podían convertirse en vampiros.

## La investigación
La comisión investigadora estaba formada por el cirujano militar Dr. Johann Flückinger, dos oficiales, los Ttes. Coroneles Büttner y J.H. von Lindenfels, así como otros dos cirujanos militares, Siegele y Johann Friedrich Baumgarten. Con ayuda de las autoridades locales y algunos gitanos, se exhumaron los cadáveres de los fallecidos. Los hallazgos fueron similares a los de Glaser, si bien el informe de Flückinger tiene mayor detalle anatómico. La comisión estableció que, mientras que cinco de los cuerpos se habían descompuesto, los otros doce aparecían completos y sin corrupción y mostraban los signos que tradicionalmente se atribuian al vampirismo. Su pecho y órganos internos aparecían llenos de sangre aparentemente fresca y sin coagular, las vísceras aparecían en buen estado, varios cuerpos parecían lozanos y su piel tenía un color rosado y vivo (no pálido) y que en varios casos la piel de pies y manos, así como las uñas viejas, habían caído pero por otro lado era evidente la existencia de uñas nuevas así como piel nueva y limpia. En el caso de Milica, los hadjuk presentes se sorprendieron de su aspecto lozano, ya que la conocían desde la niñez y siempre había sido seca y enjuta alcanzando esa lozanía en la tumba. Los cirujanos resumieron todos esos fenómenos concluyendo que los cuerpos presentaban las condiciones de los vampiros.
Una vez que se concluyó el examen, los gitanos cortaron las cabezas de esos cadáveres, quemaron cabezas y cuerpos y aventaron las cenizas. Los cuerpos descompuestos fueron nuevamente enterrados.
El médico Johannes Flückinger, uno de los galenos que asistieron a la exhumación de Arnold Paole, publicó en Belgrado la obra titulada Visum et Repertum (1732). Ese libro, que circuló con profusión por Europa, popularizó el vocablo latino vampirus que no se empleaba con normalidad hasta entonces. El 13 de febrero, el padre de Glaser, el vienés Dr. Johann Friedrich Glaser -a la sazón era corrspondal del diario Commercium Litterarium de Núremberg- remitió al periódico una carta describiendo el caso tal y como se lo relató su hijo mediante una misiva fechada el 18 de enero. La historia generó gran interés hasta el punto que tanto el informe de Flückinger como la carta de Glaser -en especial el primero- fueron reproducidos en numerosos tratados y artículos.

## Para más información
- Hamberger, Klaus (1992). Mortuus non mordet; kommentierte Dokumentation zum Vampirismus 1689-1791. Viena: Turia & Kant.

- Datos: Q695922